# Rajd Antibes 1993
Rajd Antibes 1993 (28. Rallye d'Antibes - Rallye d'Azur) – 28. edycja rajdu samochodowego Rajd Antibes rozgrywanego we Francji. Rozgrywany był od 27 do 30 maja 1993 roku. Była to szesnasta runda Rajdowych Mistrzostw Europy w roku 1993 (rajd miał najwyższy współczynnik - 20). Składał się z 28 odcinków specjalnych.

## Klasyfikacja rajdu
| Miejsce                                          | Kierowca                                         | Pilot                                            | Samochód                                         | Czas                                             | Strata                                           |                                                  |
| Klasyfikacja generalna, ERC i mistrzostw Francji | Klasyfikacja generalna, ERC i mistrzostw Francji | Klasyfikacja generalna, ERC i mistrzostw Francji | Klasyfikacja generalna, ERC i mistrzostw Francji | Klasyfikacja generalna, ERC i mistrzostw Francji | Klasyfikacja generalna, ERC i mistrzostw Francji | Klasyfikacja generalna, ERC i mistrzostw Francji |
| ------------------------------------------------ | ------------------------------------------------ | ------------------------------------------------ | ------------------------------------------------ | ------------------------------------------------ | ------------------------------------------------ | ------------------------------------------------ |
| 1.                                               | Pierre-César Baroni                              | Denis Giraudet                                   | Lancia Delta HF Integrale                        | 4:25:07                                          | 0.0                                              |                                                  |
| 2.                                               | Dominique De Meyer                               | Olivier Solut                                    | BMW M3 E30                                       | 4:26:54                                          | +1:47                                            |                                                  |
| 3.                                               | Bernard Béguin                                   | Jean-Paul Chiaroni                               | Ford Escort RS Cosworth                          | 4:27:33                                          | +2:26                                            |                                                  |
| 4.                                               | Jean Ragnotti                                    | Gilles Thimonier                                 | Renault Clio Williams                            | 4:29:03                                          | +3:56                                            |                                                  |
| 5.                                               | Alain Oreille                                    | Jean-Marc Andrié                                 | Renault Clio Williams                            | 4:32:29                                          | +7:22                                            |                                                  |
| 6.                                               | Jean-Manuel Beuzelin                             | Jean Bourgoin                                    | Lancia Delta HF Integrale                        | 4:33:48                                          | +8:41                                            |                                                  |
| 7.                                               | Patrick Magaud                                   | Guylène Brun                                     | Citroën ZX 16V                                   | 4:36:26                                          | +11:19                                           |                                                  |
| 8.                                               | Sylvain Polo                                     | Serge Chapuis                                    | Ford Escort RS Cosworth                          | 4:41:52                                          | +16:45                                           |                                                  |
| 9.                                               | Philippe Orsucci                                 | Dominique Savignoni                              | Renault Clio 16S                                 | 4:44:11                                          | +19:04                                           |                                                  |
| 10.                                              | Jan-Hug Hazard                                   | Yannick Roussel                                  | Ford Escort RS Cosworth                          | 4:44:33                                          | +19:26                                           |                                                  |